# Network Control Protocol
El Network Control Protocol es un protocolo de control del nivel de red que se ejecuta por encima de PPP. Se usa para negociar y configurar la red que va sobre PPP. Es específico para cada tipo de red:
- IPCP si usamos como protocolo de red IP, el protocolo de red de internet.
- Internetwork Packet Exchange Control Protocol para el protocolo IPX.
- AppleTalk Control Protocol para AppleTalk.